# Jules Verbecke
Jules Louis Verbecke (* 15. September 1879 in Lille; † 22. Juli 1942 in Gennevilliers) war ein französischer Schwimmer und Wasserballspieler.

## Karriere
Verbecke nahm 1900 an den Olympischen Spielen in Paris teil. In den Individualdisziplinen über 1000 m Freistil und 200 m Hindernis erreichte er jeweils das Finale. Auch für den Wettkampf über 4000 m Freistil war der Franzose gemeldet, trat aber nicht an. Im Mannschaftswettbewerb über 200 m gewann er mit den Schwimmern von Tritons Lilloise die Silbermedaille. Mit Tritons Lilloise nahm er auch am Wettbewerb im Wasserball teil. Hier verlor die Mannschaft in der ersten Runde gegen die späteren Olympiasieger vom Osborne Swimming Club aus Großbritannien.